# تلمبة نجفي (نغار بردسير)
تلمبة نجفي (بالإنجليزية: Tolombeh-ye Najafi)‏ هي مستوطنة تقع في إيران في كرمان.